# Los hermanos Venture

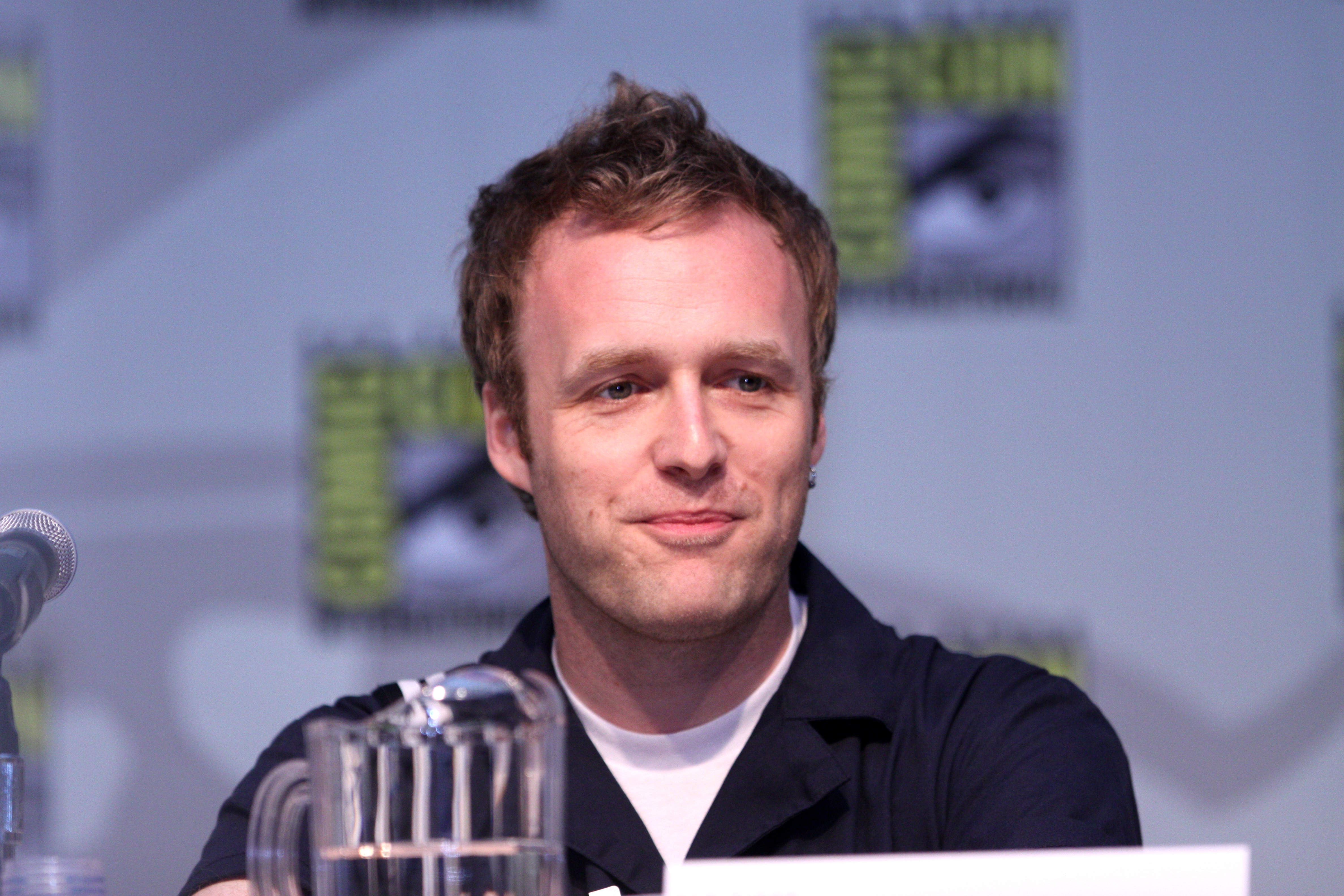
Fotografía de Christopher McCulloch en San Diego, California

The Venture Bros. o Los hermanos Venture para Hispanoamérica, es una serie animada estadounidense transmitida en el bloque de animación para adultos de Cartoon Network, Adult Swim.
Cuenta las aventuras, desventuras y Venturas de dos adolescentes, Hank Venture y Dean Venture: su "súper científico" padre, Thaddeus "Rusty" Venture; y el guardaespaldas de la familia, el agente del gobierno Brock Samson. Es notable destacar su fuerte continuidad, personajes complejos e inesperados cambios de trama.
La serie homenajea y parodia el estilo de las viejas series de acción de Hanna-Barbera, especialmente Jonny Quest. Esto es notable en Hank y Dean, cuyo papel en la serie sería como el de Jonny y Hadji, el del Doctor Venture como el Dr. Benton Quest, y Brock representa a un homenaje extra cargado de testosterona y bastante violento de Race Bannon.
Recuerdos del Doctor Venture revelan que él en su juventud era una especie de "chico aventurero" al estilo de Jonny Quest y su padre era un científico al estilo de Doc Savage. El show además parodia bastante los misterios de los cómics "Hardy Boys" además de otros héroes o personajes de cómics, como Los 4 Fantásticos y Scooby Doo, entre otros.

## Orígenes
El creador del show, Jackson Publick (un pseudónimo para Christopher McCulloch), era uno de los principales escritores de la serie animada de los sábados "La Garrapata" ("The Tick"); Ben Edlund, creador de La Garrapata, ha colaborado en el guion de dos capítulos e incluso escribió él solo el de un episodio completo, "Viva Los Muertos!"; y Patrick Warburton, quien protagonizó la versión "en vivo" de "The Tick", le da la voz a Brock Samson.
McCulloch creó la historia de los hermanos Venture un poco antes del 2000. Después de trabajar en la serie animada "Sheep: en la gran ciudad" y The Tick, McCulloch decidió convertir a "Los hermanos Venture" en una serie animada, a pesar de que "Los hermanos Venture" estaba originalmente planeada para ser un pequeño cómic en una edición de la revista Monkeysuit, pero McCulloch se dio cuenta de que sus notas eran demasiado extensas y complejas para ser sólo una pequeña tira cómica e intentó vender su idea a Comedy Central, pero fue rechazada. A pesar de que el piloto fue escrito en el 2000 no pudo ver la luz hasta febrero de 2003 en [adult swim]. McCulloch no había ni siquiera considerado presentársela a Cartoon Network porque no quería "suavizar" a "Los hermanos Venture" y no sabía de la existencia de [adult swim].
Después de revisado el piloto, la producción de la serie comenzó en el otoño de ese año, poniendo al aire el piloto el 16 de febrero de 2003. Después, la primera temporada de la serie fue completada y puesta al aire en el 2004.

## Personajes
La mayoría de los personajes de "Los hermanos Venture" son reminiscentes de los de Jonny Quest, héroes y villanos de cómics e incluso personas reales.
- Hank y Dean Venture son los dos hermanos titulares del programa, siendo Hank el más atleta y descerebrado y Dean el más inteligente y astuto de los dos.

- El Dr. Thaddeus "Rusty" Venture es un "súper científico" y es el presidente actual de Industrias Venture (heredada de su padre), aunque sus conocimientos y credenciales son cuestionables.

- Brock Samson es el masivamente musculoso e híper masculino guardaespaldas de la familia Venture, un agente de la Oficina de Inteligencia Secreta (en inglés con las siglas O.S.I., iguales que las de la Oficina de Inteligencia Científica para la cual trabajaba Steve Austin en "El hombre nuclear") con una licencia para matar (la cual usa seguido sin remordimientos).

- H.E.L.P.eR. es un robot-niñera creado por el fallecido padre del Dr. Jonas Venture, que a pesar de ser un robot tiene ciertas emociones humanas.

Durante la serie la Familia Venture ha tenido varios enemigos recurrentes, algunos de ellos son miembros o lo fueron de "El Gremio de Intenciones Calamitosas" (o bien "El Gremio de Propósitos Nefastos", según como viene traducido en los subtítulos en español del DVD de la primera temporada), el cual podría ser un homenaje a la "Legión del Mal". Entre estos enemigos encontramos a:
- El pretencioso pero incompetente villano "El Monarca" el cual tiene una extraña fijación con las mariposas monarca, su novia con voz masculina o como suelen decir "voz súper profunda" la Doctora Novia, y sus numerosos secuaces, de los cuales los menos incompetentes son el #21 y el #24.

- El Barón Werner von Ünderbheit, el cual es el rey de su propia nación: Ünderland, y tiene bastante rencor al Dr. Thadeus Venture ya que lo culpa de la pérdida de su mandíbula inferior en la universidad en un accidente de laboratorio, esta es claramente una referencia al Dr. Doom de los 4 Fantásticos.

- El Miembro Fantasma, un miembro de alto rango en "El Gremio de Intenciones Calamitosas" y el antiguo novio de la Doctora Novia (entonces conocida como Reina Etérea), quien volvió con él después de que terminara con El Monarca. El Miembro Fantasma y Brock Samson tienen un fuerte respeto mutuo, e incluso hicieron equipo en un capítulo.

Asimismo, los Venture también tienen numerosos aliados y amigos que les ayudan en el transcurso de la serie y condimentan la atmósfera de esta. Entre estos encontramos:
- El experto nigromante: el Dr. Byron Orpheus (parodia del personaje Doctor Strange de Marvel Comics) y su hija gótica Triana Orpheus, ellos rentan una parte del "Complejo Venture" como casa.

- El científico albino Pete Blanco, quien es un amigo del Dr. Thadeus Venture desde la universidad, usualmente aparece en compañía del "Niño Genio" Billy (que en realidad es un adulto con hidrocefalia y baja estatura).

- Los miembros sobrevivientes del "Equipo Venture" original (del que el padre del Dr. Venture, Jonas Venture, era el líder)

## Bromas recurrentes
Todos los episodios abren con una escena antes de los créditos iniciales.
También al inicio de cada capítulo está la cita "Presentado en Extra Color", una referencia a los programas de Hanna-Barbera en su "época de oro" los cuales eran presentados "en Tecnicolor".

## Episodios
Según el creador de la serie, el orden correcto de emisión de los episodios es:

### Primera temporada + especial de Navidad
1. "Día de los peligrosos"
2. "Carreras en ciencias"
3. "Inseguridad hogareña"
4. "El increíble señor Brisby"
5. "De tin, marín... ¡magia!"
6. "Fantasmas del Mar de los Sargazos"
7. "Estación Helada Imposible"
8. "Crisálida de la mediana edad"
9. "¿Estás ahí, Dios? Soy Dean"
10. "Venta de garage"
11. "Tiempo pasado"
12. "Una venturosa Navidad"
13. "El juicio del Monarca"
14. "Regreso a la Isla de la Araña Calavera" (título no dicho en voz alta)

### Segunda temporada
1. "Impotente ante el rostro de la muerte"
2. "El odio flota"
3. "Escape de la casa de las momias, segunda parte"
4. "Faltan veinte años para la medianoche"
5. "Víctor. Eco. Noviembre."
6. "La niñera asesina"
7. "El amor apesta"
8. "Archienemigos caídos"
9. "Adivina quién viene a la Cena de Estado"
10. "Yo sé por qué mata el pájaro enjaulado"
11. "¡Viva los muertos!"
12. "Duelo en el Río de Cremación, primera parte"
13. "Duelo en el Río de Cremación, segunda parte"

## Enadult swimLA
Cartoon Network Latinoamérica transmitió la serie en su bloque [adult swim] de los fines de semana, doblada al castellano neutro y con audio SAP en inglés. Como suele suceder, en la traducción se dan errores ocasionalmente, y además, entre la primera y segunda temporadas, algunos actores de voz fueron reemplazados, siendo más notorio el cambio en la voz de Dean. El doblaje fue hecho en Venezuela en el estudio Etcétera Group.
Desafortunadamente, ese no es el único problema, pues (como también suele suceder) se han transmitido los episodios guiándose por el código de producción en lugar del orden de transmisión original, lo cual tiene como consecuencia que se rompa la continuidad de la serie, pudiendo confundir a los televidentes. A la fecha (25 de febrero de 2008), se han emitido los episodios en el siguiente orden (sin incluir repeticiones):
Primera temporada
- "Día de los peligrosos"
- "Carreras en ciencias"
- "Crisálida de la mediana edad"
- "De tin, marín... ¡magia!"
- "El increíble señor Brisby"
- "Venta de garage"
- "Inseguridad hogareña"
- "Fantasmas del Mar de los Sargazos"
- "Estación Helada Imposible"
- "¿Estás ahí, Dios? Soy Dean"
- "Regreso a la Isla de la Araña Calavera"
- "Tiempo pasado"
- "El juicio del Monarca"

Especial de Navidad
- "Una venturosa Navidad"

Segunda temporada
- "El amor apesta"
- "Víctor. Eco. Noviembre."
- "La niñera asesina"
- "Faltan veinte años para la medianoche"
- "Escape de la casa de las momias, segunda parte"
- "El odio flota"
- "Impotente hasta la muerte"
- "Adivina quién viene a la Cena de Estado"
- "Archienemigos caídos"
- "Yo sé por qué mata el pájaro enjaulado"
- "¡Viva los muertos!"
- "Duelo en el Río de Cremación, primera parte"
- "Duelo en el Río de Cremación, segunda parte"

Actualmente, la serie es transmitida nuevamente para Latinoamérica de vez en cuando en el bloque [adult swim] por el canal I.Sat, en idioma original subtitulado al español, además de transmitirse las siguientes temporadas que no fueron dobladas.
- Datos: Q2636213
- Multimedia: The Venture Bros. / Q2636213